# Gunung Padang Sri Bulen
Gunung Padang Sri Bulen är ett berg i Indonesien.   Det ligger i provinsen Aceh, i den västra delen av landet, 1 500 km nordväst om huvudstaden Jakarta. Toppen på Gunung Padang Sri Bulen är 2 742 meter över havet, eller 277 meter över den omgivande terrängen. Bredden vid basen är 3,8 km.
Terrängen runt Gunung Padang Sri Bulen är kuperad åt sydväst, men åt nordost är den bergig. Runt Gunung Padang Sri Bulen är det ganska tätbefolkat, med 67 invånare per kvadratkilometer. Det finns inga samhällen i närheten. I omgivningarna runt Gunung Padang Sri Bulen växer i huvudsak städsegrön lövskog.